# Trapezunti uralkodók házastársainak listája

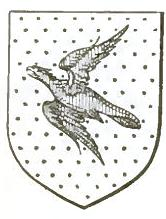
A Trapezunti Császárság címere

A trapezunti uralkodók házastársainak listáját tartalmazza az alábbi táblázat 1204-től 1463-ig.

## Komnénosz-dinasztia
| Képe                                                           | Címere                                                         | Neve                                                           | Apja                                                           | Születése                                                      | Házassága                                                      | Uralkodói hitvessé válása (koronázása)                         | Uralkodói hitvesi terminus vége                                | Halála                                                         | Házastársa  |
| -------------------------------------------------------------- | -------------------------------------------------------------- | -------------------------------------------------------------- | -------------------------------------------------------------- | -------------------------------------------------------------- | -------------------------------------------------------------- | -------------------------------------------------------------- | -------------------------------------------------------------- | -------------------------------------------------------------- | ----------- |
| –                                                              |                                                                | Axukhaina Teodóra császárné                                    | Ióannész Axukh(osz) (Axukh család)                             | ?                                                              | 1210/15 előtt                                                  | 1210/15 előtt                                                  | 1222. február 1. férje halála                                  | 1222 után ?                                                    | I. Alexiosz |
| Nem nősült meg, uralkodása alatt nem volt házastársa 1204–1214 | Nem nősült meg, uralkodása alatt nem volt házastársa 1204–1214 | Nem nősült meg, uralkodása alatt nem volt házastársa 1204–1214 | Nem nősült meg, uralkodása alatt nem volt házastársa 1204–1214 | Nem nősült meg, uralkodása alatt nem volt házastársa 1204–1214 | Nem nősült meg, uralkodása alatt nem volt házastársa 1204–1214 | Nem nősült meg, uralkodása alatt nem volt házastársa 1204–1214 | Nem nősült meg, uralkodása alatt nem volt házastársa 1204–1214 | Nem nősült meg, uralkodása alatt nem volt házastársa 1204–1214 | I. Dávid    |

## Gidosz (Gidón)-ház
| Képe | Címere | Neve                   | Apja                                           | Születése     | Házassága              | Uralkodói hitvessé válása (koronázása) | Uralkodói hitvesi terminus vége | Halála      | Házastársa     |
| ---- | ------ | ---------------------- | ---------------------------------------------- | ------------- | ---------------------- | -------------------------------------- | ------------------------------- | ----------- | -------------- |
| –    |        | Komnénosz N. császárné | I. Alexiosz trapezunti császár (Komnénosz-ház) | 1210/15 előtt | 1222. február 1. előtt | 1222. február 1. férje trónra lépte    | 1235 férje halála               | 1235 után ? | I. Andronikosz |

## Komnénosz-dinasztia
| Képe | Címere | Neve | Apja | Születése | Házassága | Uralkodói hitvessé válása (koronázása) | Uralkodói hitvesi terminus vége | Halála | Házastársa              |
| --- | --- | --- | --- | --- | --- | --- | --- | --- | ----------------------- |
| Felesége feltételezhetően meghalt a trónra lépése előtt, akiről csak annyi ismert, hogy egy fiút szült, uralkodása alatt nem volt házastársa 1235–1238                                                                                     | Felesége feltételezhetően meghalt a trónra lépése előtt, akiről csak annyi ismert, hogy egy fiút szült, uralkodása alatt nem volt házastársa 1235–1238                                                                                     | Felesége feltételezhetően meghalt a trónra lépése előtt, akiről csak annyi ismert, hogy egy fiút szült, uralkodása alatt nem volt házastársa 1235–1238                                                                                     | Felesége feltételezhetően meghalt a trónra lépése előtt, akiről csak annyi ismert, hogy egy fiút szült, uralkodása alatt nem volt házastársa 1235–1238                                                                                     | Felesége feltételezhetően meghalt a trónra lépése előtt, akiről csak annyi ismert, hogy egy fiút szült, uralkodása alatt nem volt házastársa 1235–1238                                                                                     | Felesége feltételezhetően meghalt a trónra lépése előtt, akiről csak annyi ismert, hogy egy fiút szült, uralkodása alatt nem volt házastársa 1235–1238                                                                                     | Felesége feltételezhetően meghalt a trónra lépése előtt, akiről csak annyi ismert, hogy egy fiút szült, uralkodása alatt nem volt házastársa 1235–1238                                                                                     | Felesége feltételezhetően meghalt a trónra lépése előtt, akiről csak annyi ismert, hogy egy fiút szült, uralkodása alatt nem volt házastársa 1235–1238                                                                                     | Felesége feltételezhetően meghalt a trónra lépése előtt, akiről csak annyi ismert, hogy egy fiút szült, uralkodása alatt nem volt házastársa 1235–1238                                                                                     | I. János                |
| – | | Xülaloé Anna császárné | N. N. | ? | 1235 körül | 1238 férje trónra lépte | 1240/42 | 1240/42 | I. Manuél               |
| – | | Grúziai Ruszudani császárné | ? IV. György Lasa grúz király ? (Bagrationi-ház) | 1223. május körül | 1242/45 | 1242/45 | 1253 körül | 1253 körül | I. Manuél               |
| – | | Szürikaina Irén császárné | N. N. | 1238 körül | 1253 után | 1253 után | 1263. március férje halála | 1280. június után | I. Manuél               |
| Nem nősült meg, uralkodása alatt nem volt házastársa 1263–1266 | Nem nősült meg, uralkodása alatt nem volt házastársa 1263–1266 | Nem nősült meg, uralkodása alatt nem volt házastársa 1263–1266 | Nem nősült meg, uralkodása alatt nem volt házastársa 1263–1266 | Nem nősült meg, uralkodása alatt nem volt házastársa 1263–1266 | Nem nősült meg, uralkodása alatt nem volt házastársa 1263–1266 | Nem nősült meg, uralkodása alatt nem volt házastársa 1263–1266 | Nem nősült meg, uralkodása alatt nem volt házastársa 1263–1266 | Nem nősült meg, uralkodása alatt nem volt házastársa 1263–1266 | II. Andronikosz         |
| Felesége feltételezhetően nem volt sem a trónra lépése előtt, sem utána, és ha meg is nősült, akitől két lánya születhetett, csak a trónfosztása után történhetett, uralkodása alatt nem volt házastársa 1266–1280                         | Felesége feltételezhetően nem volt sem a trónra lépése előtt, sem utána, és ha meg is nősült, akitől két lánya születhetett, csak a trónfosztása után történhetett, uralkodása alatt nem volt házastársa 1266–1280                         | Felesége feltételezhetően nem volt sem a trónra lépése előtt, sem utána, és ha meg is nősült, akitől két lánya születhetett, csak a trónfosztása után történhetett, uralkodása alatt nem volt házastársa 1266–1280                         | Felesége feltételezhetően nem volt sem a trónra lépése előtt, sem utána, és ha meg is nősült, akitől két lánya születhetett, csak a trónfosztása után történhetett, uralkodása alatt nem volt házastársa 1266–1280                         | Felesége feltételezhetően nem volt sem a trónra lépése előtt, sem utána, és ha meg is nősült, akitől két lánya születhetett, csak a trónfosztása után történhetett, uralkodása alatt nem volt házastársa 1266–1280                         | Felesége feltételezhetően nem volt sem a trónra lépése előtt, sem utána, és ha meg is nősült, akitől két lánya születhetett, csak a trónfosztása után történhetett, uralkodása alatt nem volt házastársa 1266–1280                         | Felesége feltételezhetően nem volt sem a trónra lépése előtt, sem utána, és ha meg is nősült, akitől két lánya születhetett, csak a trónfosztása után történhetett, uralkodása alatt nem volt házastársa 1266–1280                         | Felesége feltételezhetően nem volt sem a trónra lépése előtt, sem utána, és ha meg is nősült, akitől két lánya születhetett, csak a trónfosztása után történhetett, uralkodása alatt nem volt házastársa 1266–1280                         | Felesége feltételezhetően nem volt sem a trónra lépése előtt, sem utána, és ha meg is nősült, akitől két lánya születhetett, csak a trónfosztása után történhetett, uralkodása alatt nem volt házastársa 1266–1280                         | I. György               |
| – | | Palaiologosz Eudokia császárné | VIII. Mikhaél bizánci császár (Palaiologosz-ház) | 1265 körül | 1282. szeptember/december | 1282. szeptember/december | 1284 férje trónfosztása | 1301./1302. december 13. | II. János               |
| Apácaként lépett trónra, később sem ment férjhez, uralkodása alatt nem volt házastársa 1284–1285 | Apácaként lépett trónra, később sem ment férjhez, uralkodása alatt nem volt házastársa 1284–1285 | Apácaként lépett trónra, később sem ment férjhez, uralkodása alatt nem volt házastársa 1284–1285 | Apácaként lépett trónra, később sem ment férjhez, uralkodása alatt nem volt házastársa 1284–1285 | Apácaként lépett trónra, később sem ment férjhez, uralkodása alatt nem volt házastársa 1284–1285 | Apácaként lépett trónra, később sem ment férjhez, uralkodása alatt nem volt házastársa 1284–1285 | Apácaként lépett trónra, később sem ment férjhez, uralkodása alatt nem volt házastársa 1284–1285 | Apácaként lépett trónra, később sem ment férjhez, uralkodása alatt nem volt házastársa 1284–1285 | Apácaként lépett trónra, később sem ment férjhez, uralkodása alatt nem volt házastársa 1284–1285 | I. Teodóra              |
| – | | Palaiologosz Eudokia császárné újra | VIII. Mikhaél bizánci császár (Palaiologosz-ház) | 1265 körül | 1282. szeptember/december | 1285 férje restaurációja | 1297. augusztus 16./17. férje halála | 1301./1302. december 13. | II. János               |
| – | | Dzsakeli Dzsiadzsak császárné | I. Beka szamchei herceg (Dzsakeli-ház) | 1283 körül | 1300 | 1300 | 1320 előtt | 1320 előtt | II. Alexiosz            |
| – | | Bagrationi Dzsiadzsak (Dzsigda-Hatun/i/) császárné | II. (Mártír) Demeter grúz király (Bagrationi-ház) | 1288 körül | 1320 | 1320 | 1330. május 3. férje halála | ? | II. Alexiosz            |
| Felesége feltételezhetően meghalt a trónra lépése előtt, uralkodása alatt nem volt házastársa 1330–1332 | Felesége feltételezhetően meghalt a trónra lépése előtt, uralkodása alatt nem volt házastársa 1330–1332 | Felesége feltételezhetően meghalt a trónra lépése előtt, uralkodása alatt nem volt házastársa 1330–1332 | Felesége feltételezhetően meghalt a trónra lépése előtt, uralkodása alatt nem volt házastársa 1330–1332 | Felesége feltételezhetően meghalt a trónra lépése előtt, uralkodása alatt nem volt házastársa 1330–1332 | Felesége feltételezhetően meghalt a trónra lépése előtt, uralkodása alatt nem volt házastársa 1330–1332 | Felesége feltételezhetően meghalt a trónra lépése előtt, uralkodása alatt nem volt házastársa 1330–1332 | Felesége feltételezhetően meghalt a trónra lépése előtt, uralkodása alatt nem volt házastársa 1330–1332 | Felesége feltételezhetően meghalt a trónra lépése előtt, uralkodása alatt nem volt házastársa 1330–1332 | III. Andronikosz        |
| Gyermekként lépett a trónra, uralkodása alatt nem volt házastársa 1332–1332 | Gyermekként lépett a trónra, uralkodása alatt nem volt házastársa 1332–1332 | Gyermekként lépett a trónra, uralkodása alatt nem volt házastársa 1332–1332 | Gyermekként lépett a trónra, uralkodása alatt nem volt házastársa 1332–1332 | Gyermekként lépett a trónra, uralkodása alatt nem volt házastársa 1332–1332 | Gyermekként lépett a trónra, uralkodása alatt nem volt házastársa 1332–1332 | Gyermekként lépett a trónra, uralkodása alatt nem volt házastársa 1332–1332 | Gyermekként lépett a trónra, uralkodása alatt nem volt házastársa 1332–1332 | Gyermekként lépett a trónra, uralkodása alatt nem volt házastársa 1332–1332 | II. Manuél              |
| – | | Palaiologosz Irén császárné | III. Andronikosz bizánci császár (Palaiologosz-ház) | 1315/20 | 1335. szeptember 17. | 1335. szeptember 17. | 1340. április 6. férje halála | 1341. augusztus 10. után | I. Baszileiosz          |
| | | Trapezunti Irén császárné | N. N. | 1306 körül | 1339. július 8. bigámiát elkövetve vette feleségül, mivel nem vált el az első feleségétől | 1339. július 8. bigámiát elkövetve vette feleségül, mivel nem vált el az első feleségétől | 1340. április 6. férje halála | 1382. június 19. után | I. Baszileiosz          |
| Férje meggyilkolása (megmérgezése) után törvényes gyermekek hiányában mint annak özvegye lépett trónra, nem ment később férjhez, mert trónfosztották, mire megtörténhetett volna az esküvő, uralkodása alatt nem volt házastársa 1340–1341 | Férje meggyilkolása (megmérgezése) után törvényes gyermekek hiányában mint annak özvegye lépett trónra, nem ment később férjhez, mert trónfosztották, mire megtörténhetett volna az esküvő, uralkodása alatt nem volt házastársa 1340–1341 | Férje meggyilkolása (megmérgezése) után törvényes gyermekek hiányában mint annak özvegye lépett trónra, nem ment később férjhez, mert trónfosztották, mire megtörténhetett volna az esküvő, uralkodása alatt nem volt házastársa 1340–1341 | Férje meggyilkolása (megmérgezése) után törvényes gyermekek hiányában mint annak özvegye lépett trónra, nem ment később férjhez, mert trónfosztották, mire megtörténhetett volna az esküvő, uralkodása alatt nem volt házastársa 1340–1341 | Férje meggyilkolása (megmérgezése) után törvényes gyermekek hiányában mint annak özvegye lépett trónra, nem ment később férjhez, mert trónfosztották, mire megtörténhetett volna az esküvő, uralkodása alatt nem volt házastársa 1340–1341 | Férje meggyilkolása (megmérgezése) után törvényes gyermekek hiányában mint annak özvegye lépett trónra, nem ment később férjhez, mert trónfosztották, mire megtörténhetett volna az esküvő, uralkodása alatt nem volt házastársa 1340–1341 | Férje meggyilkolása (megmérgezése) után törvényes gyermekek hiányában mint annak özvegye lépett trónra, nem ment később férjhez, mert trónfosztották, mire megtörténhetett volna az esküvő, uralkodása alatt nem volt házastársa 1340–1341 | Férje meggyilkolása (megmérgezése) után törvényes gyermekek hiányában mint annak özvegye lépett trónra, nem ment később férjhez, mert trónfosztották, mire megtörténhetett volna az esküvő, uralkodása alatt nem volt házastársa 1340–1341 | Férje meggyilkolása (megmérgezése) után törvényes gyermekek hiányában mint annak özvegye lépett trónra, nem ment később férjhez, mert trónfosztották, mire megtörténhetett volna az esküvő, uralkodása alatt nem volt házastársa 1340–1341 | I. Irén                 |
| Apácaként lépett trónra, később sem ment férjhez, első uralkodása alatt nem volt házastársa 1341–1341 | Apácaként lépett trónra, később sem ment férjhez, első uralkodása alatt nem volt házastársa 1341–1341 | Apácaként lépett trónra, később sem ment férjhez, első uralkodása alatt nem volt házastársa 1341–1341 | Apácaként lépett trónra, később sem ment férjhez, első uralkodása alatt nem volt házastársa 1341–1341 | Apácaként lépett trónra, később sem ment férjhez, első uralkodása alatt nem volt házastársa 1341–1341 | Apácaként lépett trónra, később sem ment férjhez, első uralkodása alatt nem volt házastársa 1341–1341 | Apácaként lépett trónra, később sem ment férjhez, első uralkodása alatt nem volt házastársa 1341–1341 | Apácaként lépett trónra, később sem ment férjhez, első uralkodása alatt nem volt házastársa 1341–1341 | Apácaként lépett trónra, később sem ment férjhez, első uralkodása alatt nem volt házastársa 1341–1341 | I. Anna                 |
| Felesége feltételezhetően meghalt még az első trónra lépése előtt, hiszen akkor nem ajánlották volna fel neki 1341-ben I. Irén trapezunti császárnő kezét, első uralkodása alatt nem volt házastársa 1341–1341                             | Felesége feltételezhetően meghalt még az első trónra lépése előtt, hiszen akkor nem ajánlották volna fel neki 1341-ben I. Irén trapezunti császárnő kezét, első uralkodása alatt nem volt házastársa 1341–1341                             | Felesége feltételezhetően meghalt még az első trónra lépése előtt, hiszen akkor nem ajánlották volna fel neki 1341-ben I. Irén trapezunti császárnő kezét, első uralkodása alatt nem volt házastársa 1341–1341                             | Felesége feltételezhetően meghalt még az első trónra lépése előtt, hiszen akkor nem ajánlották volna fel neki 1341-ben I. Irén trapezunti császárnő kezét, első uralkodása alatt nem volt házastársa 1341–1341                             | Felesége feltételezhetően meghalt még az első trónra lépése előtt, hiszen akkor nem ajánlották volna fel neki 1341-ben I. Irén trapezunti császárnő kezét, első uralkodása alatt nem volt házastársa 1341–1341                             | Felesége feltételezhetően meghalt még az első trónra lépése előtt, hiszen akkor nem ajánlották volna fel neki 1341-ben I. Irén trapezunti császárnő kezét, első uralkodása alatt nem volt házastársa 1341–1341                             | Felesége feltételezhetően meghalt még az első trónra lépése előtt, hiszen akkor nem ajánlották volna fel neki 1341-ben I. Irén trapezunti császárnő kezét, első uralkodása alatt nem volt házastársa 1341–1341                             | Felesége feltételezhetően meghalt még az első trónra lépése előtt, hiszen akkor nem ajánlották volna fel neki 1341-ben I. Irén trapezunti császárnő kezét, első uralkodása alatt nem volt házastársa 1341–1341                             | Felesége feltételezhetően meghalt még az első trónra lépése előtt, hiszen akkor nem ajánlották volna fel neki 1341-ben I. Irén trapezunti császárnő kezét, első uralkodása alatt nem volt házastársa 1341–1341                             | I. Mihály               |
| Apácaként lépett trónra, később sem ment férjhez, második uralkodása alatt sem volt házastársa 1341–1342 | Apácaként lépett trónra, később sem ment férjhez, második uralkodása alatt sem volt házastársa 1341–1342 | Apácaként lépett trónra, később sem ment férjhez, második uralkodása alatt sem volt házastársa 1341–1342 | Apácaként lépett trónra, később sem ment férjhez, második uralkodása alatt sem volt házastársa 1341–1342 | Apácaként lépett trónra, később sem ment férjhez, második uralkodása alatt sem volt házastársa 1341–1342 | Apácaként lépett trónra, később sem ment férjhez, második uralkodása alatt sem volt házastársa 1341–1342 | Apácaként lépett trónra, később sem ment férjhez, második uralkodása alatt sem volt házastársa 1341–1342 | Apácaként lépett trónra, később sem ment férjhez, második uralkodása alatt sem volt házastársa 1341–1342 | Apácaként lépett trónra, később sem ment férjhez, második uralkodása alatt sem volt házastársa 1341–1342 | I. Anna                 |
| Ha volt is felesége, feltételezhetően meghalt még a trónra lépése előtt, uralkodása alatt nem volt házastársa 1342–1344 | Ha volt is felesége, feltételezhetően meghalt még a trónra lépése előtt, uralkodása alatt nem volt házastársa 1342–1344 | Ha volt is felesége, feltételezhetően meghalt még a trónra lépése előtt, uralkodása alatt nem volt házastársa 1342–1344 | Ha volt is felesége, feltételezhetően meghalt még a trónra lépése előtt, uralkodása alatt nem volt házastársa 1342–1344 | Ha volt is felesége, feltételezhetően meghalt még a trónra lépése előtt, uralkodása alatt nem volt házastársa 1342–1344 | Ha volt is felesége, feltételezhetően meghalt még a trónra lépése előtt, uralkodása alatt nem volt házastársa 1342–1344 | Ha volt is felesége, feltételezhetően meghalt még a trónra lépése előtt, uralkodása alatt nem volt házastársa 1342–1344 | Ha volt is felesége, feltételezhetően meghalt még a trónra lépése előtt, uralkodása alatt nem volt házastársa 1342–1344 | Ha volt is felesége, feltételezhetően meghalt még a trónra lépése előtt, uralkodása alatt nem volt házastársa 1342–1344 | III. János              |
| Felesége feltételezhetően meghalt még az első trónra lépése előtt, hiszen akkor nem ajánlották volna fel neki 1341-ben I. Irén trapezunti császárnő kezét, második uralkodása alatt sem volt házastársa 1344–1349                          | Felesége feltételezhetően meghalt még az első trónra lépése előtt, hiszen akkor nem ajánlották volna fel neki 1341-ben I. Irén trapezunti császárnő kezét, második uralkodása alatt sem volt házastársa 1344–1349                          | Felesége feltételezhetően meghalt még az első trónra lépése előtt, hiszen akkor nem ajánlották volna fel neki 1341-ben I. Irén trapezunti császárnő kezét, második uralkodása alatt sem volt házastársa 1344–1349                          | Felesége feltételezhetően meghalt még az első trónra lépése előtt, hiszen akkor nem ajánlották volna fel neki 1341-ben I. Irén trapezunti császárnő kezét, második uralkodása alatt sem volt házastársa 1344–1349                          | Felesége feltételezhetően meghalt még az első trónra lépése előtt, hiszen akkor nem ajánlották volna fel neki 1341-ben I. Irén trapezunti császárnő kezét, második uralkodása alatt sem volt házastársa 1344–1349                          | Felesége feltételezhetően meghalt még az első trónra lépése előtt, hiszen akkor nem ajánlották volna fel neki 1341-ben I. Irén trapezunti császárnő kezét, második uralkodása alatt sem volt házastársa 1344–1349                          | Felesége feltételezhetően meghalt még az első trónra lépése előtt, hiszen akkor nem ajánlották volna fel neki 1341-ben I. Irén trapezunti császárnő kezét, második uralkodása alatt sem volt házastársa 1344–1349                          | Felesége feltételezhetően meghalt még az első trónra lépése előtt, hiszen akkor nem ajánlották volna fel neki 1341-ben I. Irén trapezunti császárnő kezét, második uralkodása alatt sem volt házastársa 1344–1349                          | Felesége feltételezhetően meghalt még az első trónra lépése előtt, hiszen akkor nem ajánlották volna fel neki 1341-ben I. Irén trapezunti császárnő kezét, második uralkodása alatt sem volt házastársa 1344–1349                          | I. Mihály               |
| | | Kantakuzénosz Teodóra császárné | Niképhorosz Kantakuzénosz (Kantakuzénosz-ház) | 1340 körül | 1350. szeptember 21./1351. szeptember 28., Trapezunt | 1350. szeptember 21./1351. szeptember 28., Trapezunt | 1390. március 20. férje halála | 1400. június előtt | III. Alexiosz           |
| – | | Bagrationi Eudokia (Gulkan) császárné | IX. Dávid grúz király (Bagrationi-ház) | 1360 előtt | 1377. szeptember 6./1379. október 6., Trapezunt | 1390. március 20. férje trónra lépte | 1395. május 2./5. | 1395. május 2./5. | III. Manuél             |
| – | | Philanthrópénosz Anna császárné | Manuél Philanthrópénosz kaisar (caesar), II. Manuél bizánci császár magyarországi követe 1395/96-ban és 1420-ban (Philanthrópénosz család)                                                                                                 | ? | 1395. szeptember 14 után/1404 | 1395. szeptember 14 után/1404 | 1417. március 5. | ? | III. Manuél             |
| – | | Kantakuzénosz Teodóra császárné | Theodórosz Kantakuzénosz (Kantakuzénosz-ház) | 1382 körül | 1395. szeptember 14. után | 1417. március 5. férje trónra lépte | 1426. november 12. | 1426. november 12. | IV. Alexiosz            |
| – | | Bagrationi N. császárné | I. (Nagy) Sándor grúz király (Bagrationi-ház) | 1411/12/15 | 1425/26 | 1429. április 26. férje trónra lépte | 1438 előtt | 1438 előtt | IV. János               |
| – | | Sajbánida N. császárné | ? Devlet Berdi kán, az Arany Horda uralkodója (Sajbánidák) | ? | 1438 előtt | 1438 előtt | 1460 előtt | 1460 előtt | IV. János               |
| – | | Gattilusio Mária társcsászárné | I. Teodór leszboszi uralkodó (Gattilusio-ház) | ? | 1437 | 1447/48 férje trónra lépte | 1454/59 férje halála | 1461 után | I. Sándor (társcsászár) |
| – | | Gabrasz Mária császárné | Alexiosz Gabrasz, a Krím-félszigeten fekvő Gotthiai Fejedelemség uralkodója (Gabrasz család) | ? | 1429. november | 1460 férje trónra lépte | 1461. augusztus 15. férje trónfosztása | ? | II. Dávid               |
| | | Kantakuzénosz Ilona császárné | Kantakuzénosz N. (Kantakuzénosz-ház) | ? | 1447 előtt | 1460 férje trónra lépte | 1461. augusztus 15. férje trónfosztása | 1463 | II. Dávid               |